# 469773 Kitaibel
469773 Kitaibel este o planetă minoră (asteroid) din centura de asteroizi. A fost descoperită pe 30 august 2005 la Piszkéstetői Obszervatórium⁠(d) de  și a fost numită după Pál Kitaibel. 
Obiectul prezintă o orbită caracterizată de o semiaxă mare de 2,4156899118329 UAi, o excentricitate de 0,18802509654152, o înclinație de 4,8677992844013 ° în raport cu ecliptica.